# Emmanuel Peterfalvi

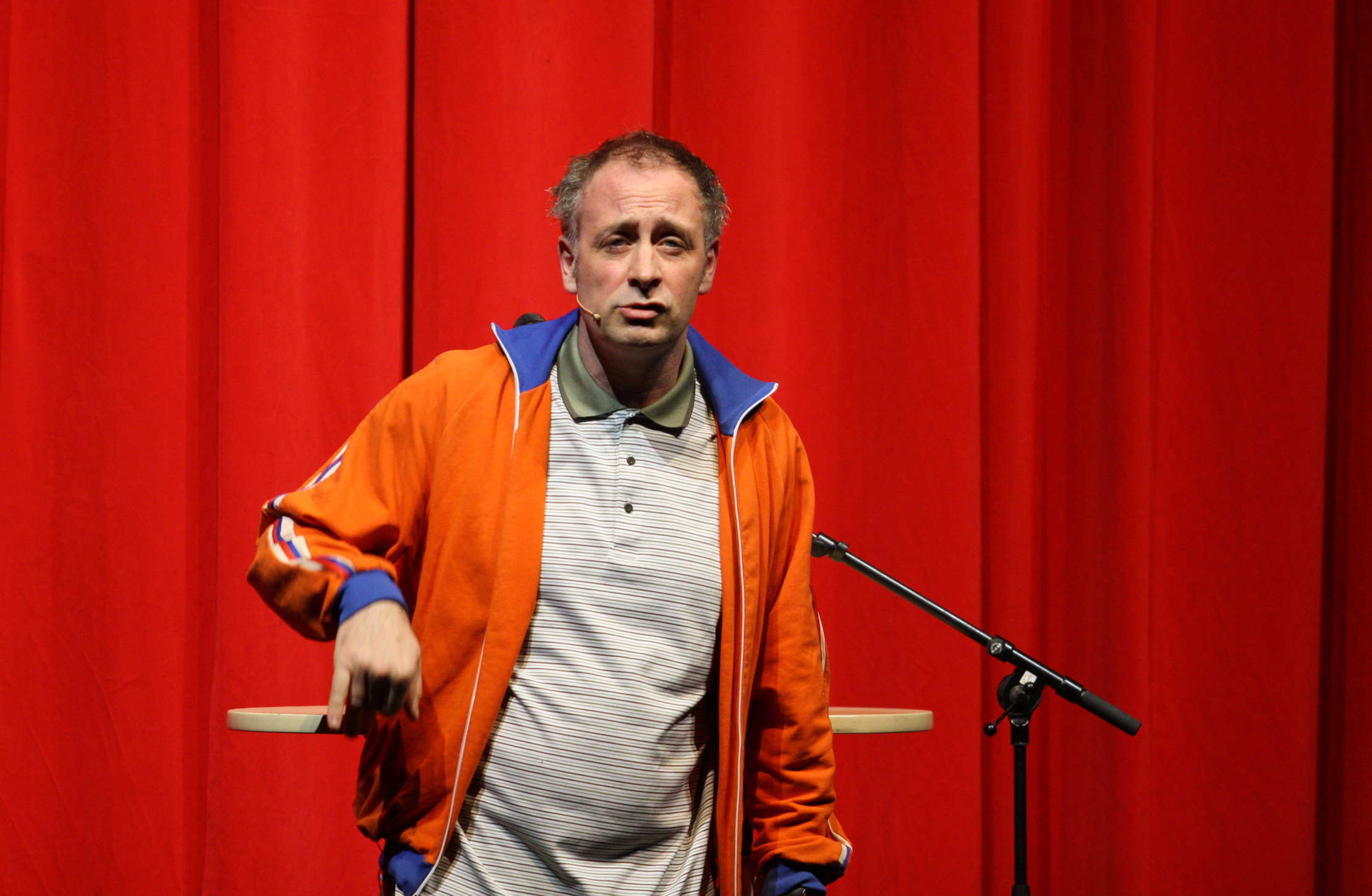
Emmanuel Peterfalvi als Alfons in typisch orangefarbener Trainingsjacke (2012)

Emmanuel Peterfalvi (* 17. März 1967 in Paris) ist ein französisch-deutscher Kabarettist, der durch die Figur des TV-Reporters Alfons für diverse NDR-Sendungen bundesweit bekannt wurde.

## Leben
Emmanuel Peterfalvi wuchs in Paris auf. Sein Familienname Peterfalvi ist ungarischer Herkunft. Bereits als Kind führte er mit einem Kassettenrekorder Befragungen bei Erwachsenen durch. Als Jugendlicher betrieb er mit zwei Freunden von einem Pariser Dachboden aus einen Piratensender. Nach seinem Baccalauréat (französisches Abitur) 1985 studierte Peterfalvi in Paris Kommunikationstechnologie. 1991 kam er nach Deutschland, um der Ableistung seiner Wehrpflicht mit einer Tätigkeit im Ausland für sechzehn Monate bei Premiere zu entgehen. Der neue Pay-TV-Sender wurde unter Beteiligung des französischen Unternehmens Canal+ betrieben. Er bekam dort eine Anstellung als Redakteur und blieb auch nach dem Ende seiner vorgesehenen Dienstzeit dauerhaft in Hamburg, nachdem er sich nach eigener Aussage „in Deutschland und die Deutschen verliebt“ hatte.
Peterfalvi lebt seit 1991 in Hamburg und besitzt seit dem 3. November 2017 neben der französischen auch die deutsche Staatsbürgerschaft. 2021 wurde er für seine „herausragenden Verdienste für die Kultur und Toleranz und Humanität“ mit dem Bundesverdienstkreuz ausgezeichnet.

## Figur desAlfons

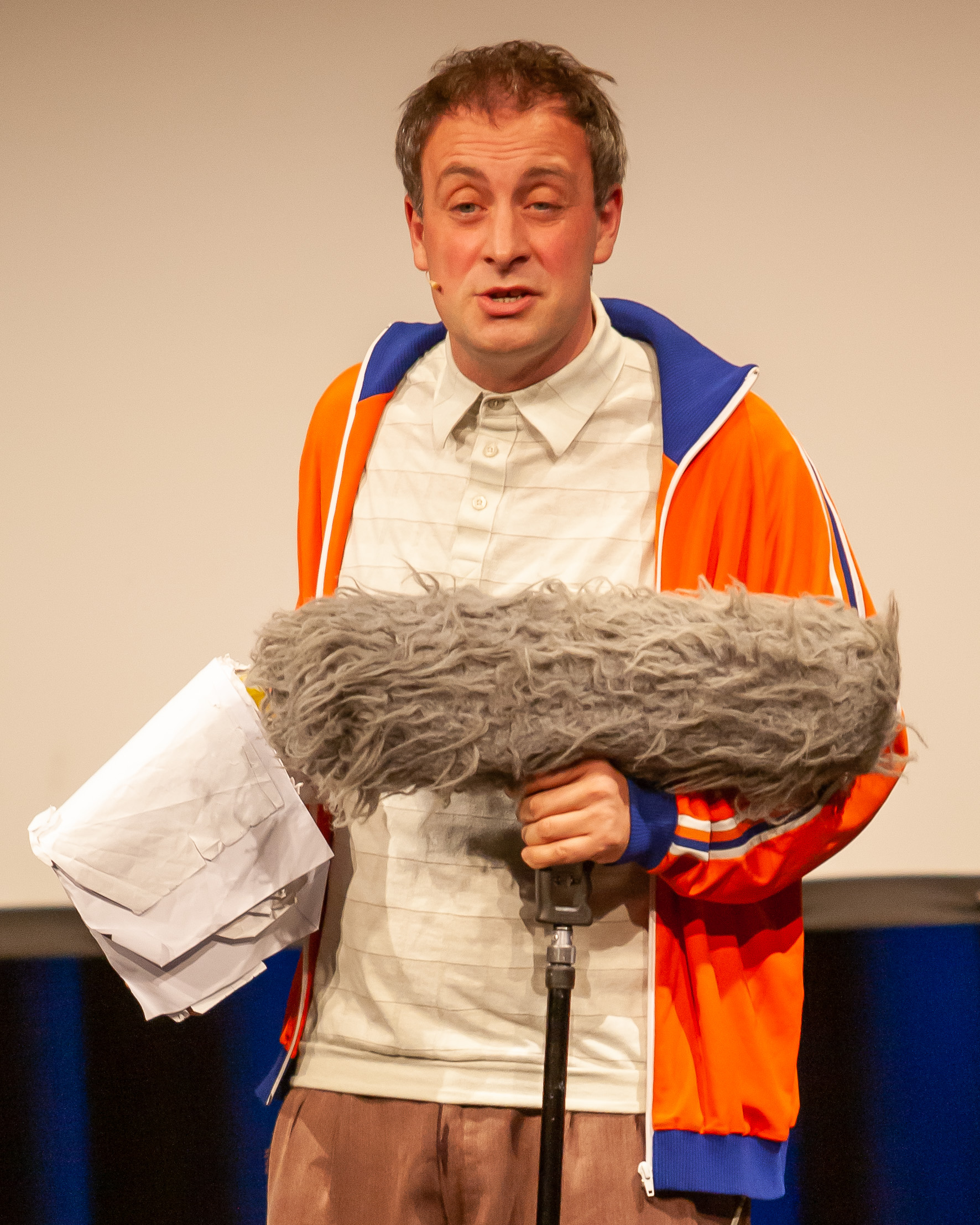
Emmanuel Peterfalvi als Alfons in typischer Ausstattung (2007) mit oranger Trainingsjacke, Puschelmikrofon und Kladde

Seinen ersten Auftritt im Deutschen Fernsehen hatte Peterfalvi 1994 in der ersten Episode von Kalkofes Mattscheibe, als er beim Sender Premiere beschäftigt war. Zusammen mit dem Autor Ralf Schulze entwickelte er die Kunstfigur Alfons. Die Figur des „rasenden Reporters“ entstand aus einem „Klischee-Franzosen“, den Peterfalvi bereits seit Mitte der 1990er Jahre in ARD-Magazinen verkörperte: in ZAK und Privatfernsehen, im Morgenmagazin und in Brisant – zu jener Zeit noch mit einem Baguette-Mikrofon anstelle des Puschels. Die Umfragen wurden später ein fester Bestandteil des Satiremagazins Extra 3. Der Reporter Alfons tritt, immer im gleichen Outfit (gelfeuchte Haare, orangefarbene Trainingsjacke und übergroßes Mikrofon mit Puschelwindschutz), an Passanten heran und stellt ihnen absurde Fragen wie „Wären Sie lieber schwul oder Politiker?“ oder „Sollen Heterosexuelle heiraten dürfen?“ Seine Fragen trägt er scheinbar unbeholfen mit deutlich erkennbarem französischen Akzent vor und erweckt den Eindruck eines „trotteligen Franzosen“, der der deutschen Sprache nicht besonders mächtig ist. Die Komik besteht zumeist darin, dass die Gefragten auf die Fragen vermeintlich außergewöhnlich offen antworten und sich dabei mit ihren Stereotypen und Vorurteilen selbst entlarven.
Seit 2006 moderiert Peterfalvi zweimal monatlich seine Sendung Alfons & Gäste im SR Fernsehen sowie im Südwestrundfunk, als Nachfolgesendung zu Roglers Rasendem Kabarett. Zudem war er bei Verstehen Sie Spaß? zu sehen. Für die ARD-Sendung Deutschland lacht … war er 2007 als Humorreporter unterwegs. Seit Januar 2009 wird im SWR/SR, WDR, NDR und in der ARD seine Sendung Puschel TV ausgestrahlt. Auch hier sind Umfragen mit dem Mikrofon ein fester Bestandteil. Jedoch betätigt er sich eher als Reporter, der Veranstaltungen wie die Erfindermesse oder eine Treibjagd kommentiert. 2010 wurde die zweite Staffel von Puschel TV produziert, die im Juni und Juli 2011 in der ARD ausgestrahlt wurde. Außerdem hat er seit 2005 Live-Auftritte mit mittlerweile drei unterschiedlichen Bühnenprogrammen. Seit der 202. Folge am 26. April 2008 moderiert er den Gesellschaftsabend des Saarländischen Rundfunks.
In der Folge „Versuchung“ hat Peterfalvi im Jahr 2011 an der Serie Großstadtrevier mitgewirkt.
Von September 2014 bis Dezember 2014 trat Peterfalvi als Alfons gemeinsam mit Urban Priol in der ZDF-Sendung Ein Fall fürs All auf.
Seit 2014 hat Peterfalvi als Alfons gelegentlich Auftritte in der Kabarett-Sendung Die Anstalt. Unter dem Titel Bonjour Alfons wirft er seit dem Herbst 2015 im Radioprogramm SWR1 Baden-Württemberg freitags „einen Blick durch seine französische Brille auf die Welt.“
Nach Aussage Peterfalvis ist die orangefarbene Trainingsjacke immer noch dieselbe wie bei den ersten Reportagen, da es sich um ein Produkt aus DDR-Produktion handelt. Die Jacke stammt aus einem Kostümverleih und besteht überwiegend aus Dederon. Da alle Versuche erfolglos blieben, Ersatz zu erhalten, ließ er optisch identische Ersatzjacken von einer Schneiderin anfertigen, die aber aus einem anderen Material bestehen.
Auf der didacta 2023 stellte Peterfalvi sein Projekt „Alfons spielt für Schulen“ vor, ein multimediales Projekt zu den Themen Toleranz, Völkerverständigung und Demokratie. Es entstand im Kontext der Bundeskonferenz Europabildung 2022 und soll ab 2023 in möglichst vielen Schulen bundesweit umgesetzt werden. Dr. Patricia Rehm-Grätzel entwickelte das didaktische Material zu diesem Projekt.

## Bühnenprogramme
- Alfons – Seine schönsten Umfragen
- Die Rückkehr der Kampfgiraffen (der letzte Wunsch vom Rentner Heinz)
- Mein Deutschland (Alfons – Le Best Of)
- Wiedersehen macht Freunde
- Alfons – Das Geheimnis meiner Schönheit
- Alfons – jetzt noch deutscherer
- Alfons – Wo kommen wir her? Wo gehen wir hin? Und gibt es dort genug Parkplätze?

## Auszeichnungen
- 2019: Bayerischer Kabarettpreis (Hauptpreis)
- 2020: Deutscher Kleinkunstpreis – Sparte Kleinkunst[13]
- 2021: Deutsch-Französischer Freundschaftspreis[14]
- 2021: Bundesverdienstkreuz